# 鉛筆似海梅介
鉛筆似海梅介（学名：Parahermanites penicillia）为半花介科似海梅介屬下的一个种。